# Nástroje a materiály používané k aranžování květin
Nástroje a materiály používané k aranžování květin lze popsat jako části rostlin, podklad a spojovací materiál. Nejčastěji jde o drát a vazačský drát, stuhy, lepidla, podklady a tvarované podložky ze slámy, florexu, proutí, papíru, plastu, květy, listy a stonky rostlin.

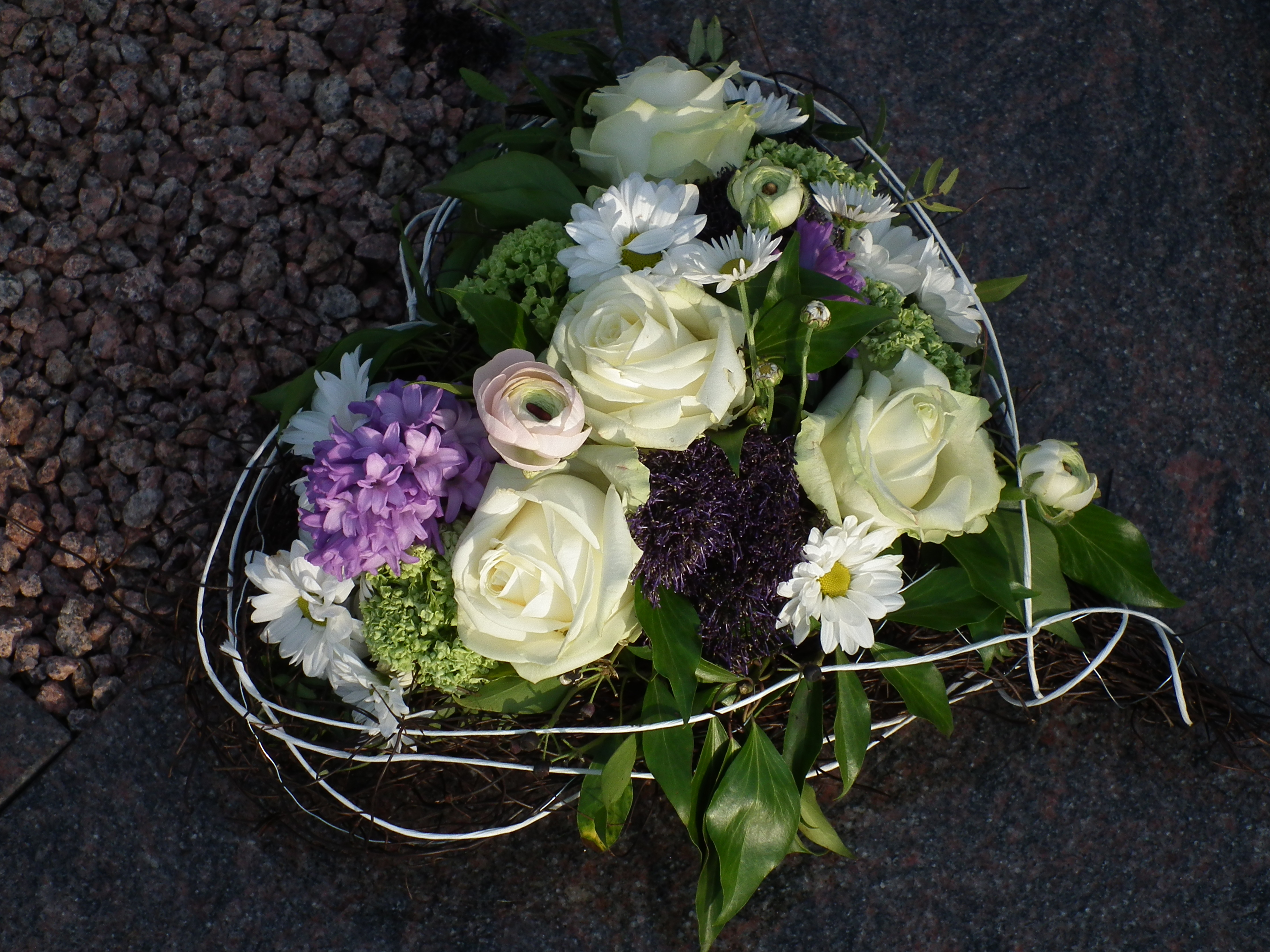
Tvary srdce jsou u aranžmá časté. Zde je na místě pochválit nápadité kombinace materiálů a jednoduché, výrazné ale nenásilné podtržení celku linií.

## Nástroje a materiály

### Materiály
Často používané materiály:
- Drát a vazačský drát, obvykle pálený černý drát, který obvykle spojuje jednotlivé části, ale může být i ozdobného charakteru (měděný, hliníkový, bronzový, rzivý) a být sám o sobě dekorací. Aranžovací černý drát je používán buď sekaný, nebo navíjený na cívce.
- Vázací nitě
- Stuhy - papírové, látkové, různě zdobené, tištěné, barevné, mačkané, perforované
- Krepový papír - nesmí za vlhka pouštět barvu
- Látky - tvoří plochy nebo se dají tvarovat a stříhat
- Lýko - méně často používáno
- Barvy, laky, lesky, látky prodlužující životnost květů, vonné esence a další chemikálie
- Drtě, kamínky, ulity, korálky, peří a další
- Lepidla
- Špendlíky, sponky
- Podklady a tvarované podložky ze slámy, florexu, proutí, papíru, plastu, polystyrenu, dřeva, kovu a dalších materiálů a
- Chvoj (také nazývaná klest) - živé zelené části jehličnanů (části větví s jehlicemi)
- Květy nebo jejich napodobeniny
- Další části rostlin - olistěné nebo bezlisté větvičky, větvičky s plody, části plodů a plodenství apod. (živé nebo preparované suchem nebo chemikáliemi)
- Kolíky nebo dřívka k zapichování navázaného materiálu

Z jehličnanů se obvykle používá klest z jedle a smrku. V rámci možností a zvyklostí se používá i tisu, douglasky, túje a jalovce. Z opadavých listnáčů se používá větviček z buku, šeříku a břízy. S ohledem na termín aranžování a vlastnosti materiálu však lze využít širokou škálu dalších dřevin pro dekorativní větvičky, listy, plody, borku, pupeny apod. Z neopadavých listnáčů se používá mahonie (chladem hnědne), cesmína, zimostráz. Lze použít mnoho dalších neopadavých dřevin, od břečťanu přes bobkovišeň až třeba po brslen.
Dekorační materiál může mít funkci aranžované hmoty nebo spojovací hmoty jako dráty, provázky, lepidla na fixaci materiálů, vosků a čepy. Ideální je, pokud plní obě funkce, tedy pokud jsou i spojovací materiály vzhledné. Mezi další používané dekorační materiály s estetickými kvalitami patří barevné písky, korálky, dřevěné doplňky, lýka atd.
Nádoby jsou důležitou složkou některých aranží. Nádoba (váza, mísa), do které je kytice uložena často ovlivňuje její životnost a vzhled celku. Nádoby by měly být stabilní, měly by naprosto zadržovat unikání vody, měly by být čisté a neobsahovat žádné chemikálie apod. Nádoby mohou být vyrobeny z plastu, skla, kovu, dřeva, keramiky apod. požadavky objednávky bývají vypisovány na lístek s údaji o objednateli, který je přiložen k rozdělané a později i hotové práci.

#### Rostlinné materiály k vazbě z řezaných květin
K vazbě je mimo podklad a spojovací materiály používáno kvetoucích rostlin, plodů a zeleně. Použití dalších materiálů jako dekorací však není u náročnějších dekorací výjimečné. Naprostá většina živých rostlin používaných pro výrobu kytic a dalších aranžmá nesnese mráz a často ani chladné podzimní a jarní počasí. Materiál i hotové výrobky je třeba chránit před chladem a před dlouhým obdobím bez příjmu vody. Voda v nádobě s řezanými květy má být 20 až 25 °C teplá.
Dlouho bez příjmu vody vydrží karafiáty, Paphilopedium, Anthurium, hrachor, růže, chryzantéma nebo gerbera. Jen krátce i ve vodě vydrží například mák, který druhého dne opadá. Řezané květiny by neměly být umisťovány v blízkosti ovoce, jelikož etylén, který uvolňuje ovoce urychluje proces dozrávání. Životnost řezaných květin ve vodě lze prodloužit chemickými přípravky, na konci 20. století se používal přípravek Chrysal, na počátku 21. století je v prodeji například přípravek Floria. Floristy jsou preferovány přípravky, které prodlužují životnost květina a současně udržují vodu v nádobě čistou. Jsou používány látky které působí proti bakteriím, jako je chlór, síran hlinitý, dusičnan stříbrný, kyselina boritá, a výživné látky, jako je sacharóza a látky brzdící vliv etylenu.

##### Zeleň
Obecně se dříve (20. století) přidával nejčastěji do aranžmá jako zeleň Asparagus sprengeri, nyní jsou to spíše druhy A. vulgaris, plumosus, Adiantum, Pteris, Medeola asparagouiides, myrta, rozmarýn, břečtan, Nephrolepis, Ficus stipulata, Scindapsus aureus, Monstera deliciosa, různé druhy rodu Philodendron nebo Ficus, palmy, cykasy. Méně často se jako zeleň přidává chlorophytum , dracény. V létě se přidávají do vazby venku rostoucí kapradiny, jako hasivka, papratka, kapraď samec, osladič. Někdy mohou být používány i listy travin nebo například zdravé listy venkovních trvalek jako Yucca filamentosa, nebo letnička Coleus.
Celkově však bývají často velmi vhodnou ozdobou listy květin, které jsou použity. Všeobecně lze říci že nejvhodnější zelení jsou takové listy, které nejlépe odpovídají charakteru aranžmá, umocní vyznění květů a vedou k cíli jehož chce autor dosáhnout. V některých případech lze nahradit zeleň nebo její část sušenými rostlinami nebo umělou zelení nebo jiným materiálem nebo dokonce zeleň vůbec nepoužít, aniž by nějak došlo k poškození účelu květinového aranžmá.

##### Kvetoucí materiál k vazbě
Kvetoucí dřeviny nebo byliny jsou obvykle hlavní součástí květinového aranžmá. Kvetoucí rostliny určené pro venkovní dekorace v chladných obdobích roku (Dušičky, Velikonoce, Den sv. Valentýna) se někdy nahrazují umělými (dříve papírovými a plastovými, nyní látkovými) květy. U řezaných rostli je důležitá pevnost stopky a schopnost vydržet bez vadnutí požadovanou dobu. Pro aranžéra je významná barva, tvar, velikost květu i vůně květu a květenství. Některé dřeviny a byliny se pro účely aranžování rychlí. Podle účelu, kterého chce autor aranžmá dosáhnout však mohou být použity jakékoliv druhy kvetoucích rostlin.
Kvetoucí materiál k vazbě se po řezu a před použitím upravuje. U dřeviny ze například rozdrtí spodní část výhonu, aby rostlina lépe nasávala vodu, u květin se zvětšuje řezná rána, snižuje se počet listů a podobně.
Kvetoucí dřeviny často používané k aranžování:vrby (Salix caprea), lísky, růže, šeříky, zlatice, pustoryl, dřín, kdoulovec, druhy rodu slivoň, kalina, kamelie, čimošníky, čilimmníky a janovce. Méně je používán tavolník, zanice, trojpuk.
Z kvetoucích letniček je k řezu požíván měsíček lékařský, Tagetes erecta, Cosmos, cínie, hledik větší (Antirrhinum majus), hrachor, měsíčnice (plodenství které ovšem spíše slouží jako zeleň),
Z kvetoucích trvalek jsou k řezu požívány různé druhy rodu Aster, Chrysanthemum, stračky, kosatce, kamzičník, vlčí bob, pivoňka, plamenka, zvonek, rudbékie, zlatobýl Solidago canadensis (lépe před plným květem a použito spíše jako doplněk) a mnohé další.
Z kvetoucích rostlin jsou k řezu požívány dovážené (ve 20. století ve skleníku pěstované) květiny: hvozdík karafiát (Dianthus caryophylus), frézie, gerbery, kaly, anthurium, růže, a různé druhy orchidejí. Ke konci 20. století jsou dováženy alstromérie, k řezu je na počátku 21. století používán i amaryllis, některé druhy třezalky (ale často i jako plodenství), lilie a například Eustoma. V té době je také používána více statice Limonium tataricum a šater.

##### Sušené rostliny
Z mnoha sušených květin používaných ve vazbě lze některé použít i pro venkovní prostory aniž by byly prvním deštěm zničeny. Některé z těchto bylin se barví více či méně vhodnými odstíny barev aby byly více atraktivní pro zákazníka. Tyto barvy obvykle prodlužují schopnost rostlin být ozdobou ve venkovních podmínkách.
Mezi používané druhy sušených rostlin pěstovaných v ČR a vhodných k vazbě patří limonka (Limonium sinuatum a Limonium tataricum), slaměnka, šater, štětka, vzácně pak Xeranthemum a Gomphrena. Lze použít i mnoha dalších rostlin, avšak je například nutné použít různé zvláštní metody, nebo je důležitý termín sběru a podobně. Faktem je některé druhy sušených květin nemusí být zákazníkem pozitivně přijímány, například kvůli otrnění (máčka), nebo osobním asociacím. Mezi vhodné sušené rostliny patří traviny, například z rodu metlice nebo třeslice (Briza media). Plodenství některých travin, které jsou někdy používány i k aranžování, jako je dochan psárkovitý nebo třtina křovištní se však rozpadá a může znečistit a poškodit aranžmá. Jako dekorace jsou rovněž používány sušené plody nebo plodenství, například tykve, makovice, len, mochyně židovská a kukuřice.

#### V minulosti používané aranžovací materiály

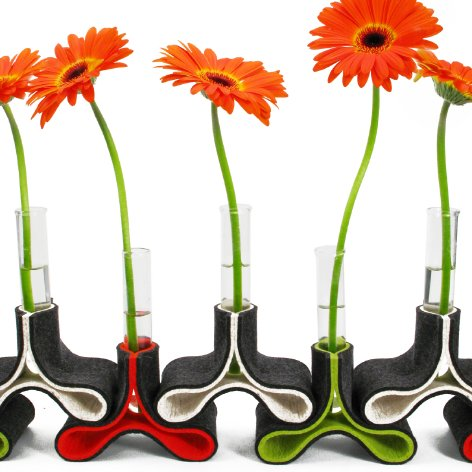
Nápaditost a neobvyklost jsou oceňovanou kvalitou v aranžování řezaných květin.

Dříve používaným materiálem bývaly dřevěné obruče sloužící k vyztužení drátěných konstrukcí, použité obruče dosahovaly toho, že se materiál nesmekal. Byly používány obruče používané bednářských březových či lískových. Nebo aranžér použil prostě půlených větví lísky nebo vrby. K čemuž je ovšem třeba jisté zručnosti.
Rovněž byly používány lesklé staniolové plátky nebo pásky k obalení rukojeti kytice, kotilionu, náprsnách kytiček. Takže "kytice vypadá groteskně zabalená ve staniolu jako čokoládové cigáro v pozlátku" později již bylo používáno pokrokovějších gutaperčových nebo gumových pásků či archů z olivově hnědě nebo zeleně zbarveného takového materiálu. Vaněk uvádí že gutaperčové pásky byly "dosti drahé a práci vazačskou dosti citelně zatěžují " proto vazači dávají přednost krepovému vodovzdornému papíru.
Býval používán i barevný hedvábný papír, který však již v roce 1928, " ...v pokročilé a vkusné době" první poloviny 20. století, neužívá. "Dříve takové kytice obalené krepovými nebo hedvábnými manšetami vypadaly velice parádivě, jako malé dítě v peřince povijánem ovinuté, plné krejzlíků... byl to výsměch přírodě. Dnes je používáno manšet listnatých (z hladkých listů některých, především stálezelených rostlin, např. břečtan). vhodně sestavených takže... neruší krasocit."
Nebylo možné se obejít bez vhodné moderní rosičky (nazývána "stříkačka" nebo "rosenka") mezi nejvhodnějšími je vyzvednuta tzv. "mlhovka". Slouží k rosení listů, které nevadnou tak rychle.

#### Příklady úpravy některých květů pro aranžování
Sušené květy s dost silnými stonky se zapichují tak jak jsou. Sušené květy se slabými stonky se navazují na drát nebo přichytnou drátem ke kolíku. Sušené květy bez stonků se přichytávají špendlíky, drátkem, sponkami nebo lepidlem.
U řezané živé rozvité růže se okvětní plátky natřikrát propichují drátkem. Prasklé květy karafiátu se opravují štítky se skobičkou, květy tulipánů se propichují lodyhou, stejně jako květy hyacintu, květy fialek se napodává u stonku do květního lalůčku.

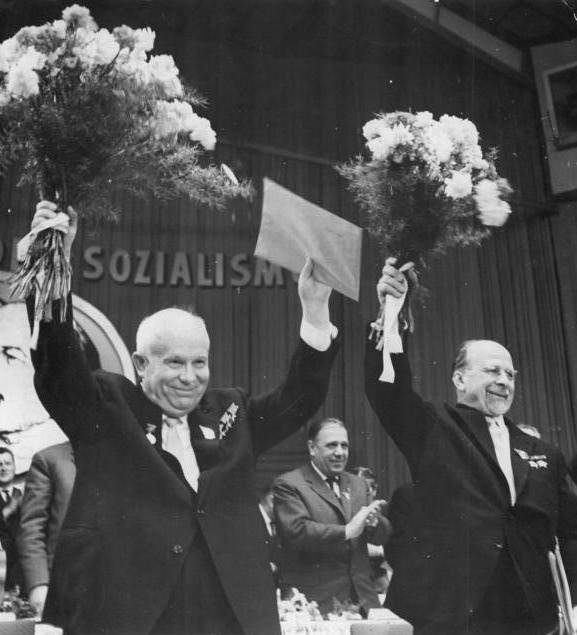
Nikita Chrusčov a Walter Ulbricht s kyticemi

Některé rostliny se pro aranžování zlatí nebo stříbří, zejména na Vánoce. Aranžmá používaná na Dušičky a Vánoce bylo ve 20. století zvykem přestříkat horkým parafinem, takže se na aranžovaných kyticích nebo věncích tvořil "sníh" a byl v zákazníkovi vzbuzen pocit ojínění nebo zasněžení a také jako prostředek proti vlhkosti. Zákazníci takové zboží vyhledávali s tím, že déle vydrží v podzimním a zimním počasí. Mnozí výrobci dušičkové vazby vyráběli kytice a věnce přestříkané takovou vrstvou parafínu, že vytvářela na povrchu kytic silnou pevnou voskovou krustu a byla proto naprostá jistota, že k zvlhnutí nedojde. Tento zvyk na začátku 21. století téměř zcela vymizel spolu s papírovými voskovanými květy.

### Nástroje
Mezi pracovní nástroje patří nůžky (zahradnické i obyčejné), lepicí tavné pistole, kleště, sponkovačky, řasítka, nože.
Odborná publikace ze začátku 20. století doporučuje při aranžování používání tří druhů nůžek, zahradnických nůžek, nůžek na papír a stuhy a nůžek na drát (s vroubky, aby se drát nesmekal). Z nožů je doporučována žabka. Je vhodné doplnit toto základní vybavení pákovými nůžkami a velkými nůžkami na silný drát. Jsou vhodné zejména při přípravě. Velmi užitečným nástrojem v aranžování je často ruční a elektrická vrtačka s klasickým vybavením a akuvrtačka, nebozízek, kladivo, pilka a další stolařské náčiní.
Při aranžování je mnohdy velmi vhodné používat rukavice. Vhodnou pomůckou je dobře uzpůsobený stůl, police a nástěnné hodiny, které umožňují aby vše bylo pro zákazníka dochvilně hotovo.